# Mare Reinberg
Mare Reinberg (* 11. Juli 1962 in Tallinn, verheiratete Mare Pedanik) ist eine estnische Badmintonspielerin, Kunsthistorikerin und Kuratorin. 

## Karriere
Mare Reinberg gewann unter 1979 ihre ersten nationalen Titel in Estland, wobei sie in allen drei möglichen Disziplinen erfolgreich war. Bis 1997 erkämpfte sie sich 18 weitere Meistertitel.

## Sportliche Erfolge
| Saison | Veranstaltung                  | Disziplin   | Platz | Name                              |
| ------ | ------------------------------ | ----------- | ----- | --------------------------------- |
| 1979   | Estland: Einzelmeisterschaften | Dameneinzel | 1     | Mare Reinberg                     |
| 1979   | Estland: Einzelmeisterschaften | Mixed       | 1     | Alfred Kivisaar / Mare Reinberg   |
| 1979   | Estland: Einzelmeisterschaften | Damendoppel | 1     | Mare Reinberg / Marina Rajevskaja |
| 1980   | Estland: Einzelmeisterschaften | Dameneinzel | 1     | Mare Reinberg                     |
| 1981   | Estland: Einzelmeisterschaften | Dameneinzel | 1     | Mare Reinberg                     |
| 1981   | Estland: Einzelmeisterschaften | Mixed       | 1     | Alfred Kivisaar / Mare Reinberg   |
| 1981   | Estland: Einzelmeisterschaften | Damendoppel | 1     | Mare Reinberg / Marina Rajevskaja |
| 1982   | Estland: Einzelmeisterschaften | Damendoppel | 1     | Mare Reinberg / Marina Rajevskaja |
| 1982   | Estland: Einzelmeisterschaften | Dameneinzel | 1     | Mare Reinberg                     |
| 1983   | Estland: Einzelmeisterschaften | Damendoppel | 1     | Mare Reinberg / Marina Rajevskaja |
| 1984   | Estland: Einzelmeisterschaften | Dameneinzel | 1     | Mare Reinberg                     |
| 1984   | Estland: Einzelmeisterschaften | Mixed       | 1     | Peeter Ärmpalu / Mare Reinberg    |
| 1984   | Estland: Einzelmeisterschaften | Damendoppel | 1     | Mare Reinberg / Ann Avarlaid      |
| 1985   | Estland: Einzelmeisterschaften | Dameneinzel | 1     | Mare Reinberg                     |
| 1985   | Estland: Einzelmeisterschaften | Mixed       | 1     | Peeter Ärmpalu / Mare Reinberg    |
| 1986   | Estland: Einzelmeisterschaften | Damendoppel | 1     | Mare Reinberg / Marina Kaljurand  |
| 1986   | Estland: Einzelmeisterschaften | Dameneinzel | 1     | Mare Reinberg                     |
| 1986   | Estland: Einzelmeisterschaften | Mixed       | 1     | Peeter Munitsõn / Mare Reinberg   |
| 1987   | Estland: Einzelmeisterschaften | Mixed       | 1     | Peeter Munitsõn / Mare Reinberg   |
| 1996   | Estland: Einzelmeisterschaften | Mixed       | 1     | Einar Veede / Mare Pedanik        |
| 1997   | Estland: Einzelmeisterschaften | Mixed       | 1     | Einar Veede / Mare Pedanik        |